# Bloch MB.61
Dimensions
Les Bloch MB.60/MB.61 sont des avions postaux trimoteur français de l'entre-deux-guerres. S'ils ne dépassèrent pas le stade de prototype ils marquent le retour à la construction aéronautique de Marcel Bloch.

## Un programme officiel
En 1928 Marcel Bloch décida de revenir à la construction aéronautique et de constituer un bureau d’études. Il bénéficia en 1929 d’une commande pour deux prototypes d'un trimoteur postal pouvant être transformé en avion de transport commercial ou sanitaire. L’ingénieur Pineau dessina un monoplan à aile haute cantilever de construction entièrement métallique et train classique fixe à large voie. La voilure de 40,5 m2 recevait un revêtement travaillant raidi par des profilés extérieurs. Le fuselage était de section rectangulaire, aménagé pour trois hommes en poste fermé précédant une soute offrant un volume utile de 3,65 m3 (1,25 × 1,3 × 2,22 m). Innovation pour l’époque, la béquille arrière du train d’atterrissage était remplacée par une roulette libre. Pesant 2 600 kg en charge, le prototype devait recevoir 3 moteurs en étoile Salmson 9Ac de 120 ch.
Comme Henry Potez l’avait fait avant lui Marcel Bloch désigna le futur appareil MB.VI pour tenir compte des appareils SEA que les deux hommes avaient réalisés ensemble durant la Première Guerre mondiale.
Marcel Bloch ne disposant pas encore d’usine, la construction du prototype débuta le 15 janvier 1930 chez un constructeur de réservoirs d’avions sous le contrôle de Pineau et de Marcel Riffard, qui prit progressivement en charge le programme.

## Les deux prototypes et un projet militaire
- Bloch MB-60 : En cours de construction Marcel Riffard apporta quelques modifications au MB-VI, la voilure gagnant 2 m2 par allongement de 1,5 m de l’envergure et les moteurs Salmson furent remplacés par des Lorraine-Dietrich 9Pc de même puissance.

Assemblé dans les hangars Blériot de Buc, le prototype effectua son premier vol le 12 septembre 1930, piloté par René Delmotte. Le MB.60 se révéla facile à piloter et capable de tenir sa ligne de vol sur deux moteurs seulement. Il remporta donc le concours pour lequel il avait été construit, sans qu’aucune commande ne suive.
- Bloch MB.61 : Un second prototype fut achevé avec toujours trois moteurs Lorraine 5Pc de 120 ch mais un fuselage allongé de 1,80 m, ce qui permettait de porter la longueur de la soute à 3,82 m (6,2 m3). Cet appareil effectua son premier vol en février 1931 et fut présenté en vol au public durant les Journées nationales de l’aviation à Vincennes les 24 et 25 mai 1931[2] comme devant être mis en service sur la ligne postale Bordeaux-Genève avec une charge utile de 350 kg. Fin avril, alors qu’il sortait d’atelier après des modifications, il fit une embardée au décollage et fut gravement endommagé. On découvrit que des commandes de vol avaient été inversées[1]. Réparé il reprit ses essais en vol le 1er mai 1931 et reçut l’immatriculation F-ALLO le 2 juin 1931. Il fut radié en mars 1935 sans avoir trouvé un client.
- Bloch MB.62 : Version militaire d’un quadriplace d‘école étudié en 1932[1] mais jamais réalisé.

## Sources
1. 1 2 3 4 5 6 7 8  Dassault Aviation
2. ↑  Flight du 5 juin 1931